# Радивој Ћирпанов
Радивој Ћирпанов (Чуруг, 3. април 1909 — Нови Сад, 5. октобар 1941) био је  комунистички револуционар, учесник Народноослободилачке борбе и народни херој Југославије.

## Биографија
Рођен је 3. априла 1909. године у Чуругу. Основну школу је завршио у родном месту, а после завршетка обућарског заната запослио се у Новом Саду. Као млади обућарски радник ступио је у раднички покрет. Члан Комунистичке партије Југославије (КПЈ), постао је у својој деветнаестој години, 1928. године.
У времену тешког илегалног партијског рада, током шестојануарске диктатуре, уведене 1929. године, Радивој је деловао преко љубитеља друштва природе. Али, је био ухапшен и 1933. године осуђен на шест месеци затвора. После узласка из затвора радио је на обнови партијске организације у Новом Саду и на развијању рада мреже „Црвене помоћи“.
Године 1936. Радивој је формирао Месни комитет КПЈ у Новом Саду и био његов секретар. Убрзо је успоставио и везу са Покрајинским комитетом КПЈ за Војводину, који се налазио у Петровграду. Радио је на окупљању радника и омладине, и помагао иницијаторима формирања омладинске организације „Омпок“. У лето исте године организовао је прве партијске ћелије у Жабљу и Чуругу. Октобра 1936. организовао је састанак представника КПЈ, левих социјалиста и самосталних демократа, на ком је донета одлука о стварању народног фронта у Новом Саду.
Крајем 1936. године дошло је до масовне провале у партијској организацији широм Војводине, у којој су ухапшени многи комунисти, међу којима и Радивој. После пет и по месеци проведених у истражном затвору, осуђен је на годину дана робије, коју је издржао у затвору у Сремској Митровици. После изласка из затвора, 1938. године, развио је политичку активност у Бачкој, користећи легалне и нелегане организације. Био је оснивач културно-уметничког друштва „Радник“ и радио је на организовању легалне политичке партије — Странке радног народа. Радио је и на обнови скојевских организација.
Заједно са Жарком Зрењанином, Светозаром Тозом Марковићем и другим водећим комунистима Војводине радио је на обнови партијских организација и њихових комитета. У тек обновљеном Покрајинском комитету КПЈ та Војводину, крајем 1938. године, био је задужен за рад СКОЈ-а и „Црвене помоћи“. Био је посебно активан на организовању илегалних партијских штампарија, које су биле веома битне за учвршћивање рада партијских организација и ширење њиховог утицаја у масама.
Током 1939. и 1940. године, под руководством Жарка Зрењанина, Тозе Марковића и Радивоја Ћирпанова успешно је оновљена партијска и скојевска организација Војводине. Радивој је учествовао у припреми и организовању Шесте покрајинске конференције КПЈ за Војводину, одржане септембра 1940. године. На овој конференцији изабран је за члана Бироа и Секретеријата Покрајинског комитета КПЈ.
После окупације Краљевине Југославије, Радивој је радио на примпреми и организовању оружане борбе у Војводини. После Мајског саветовања ЦК КПЈ, одржаног у Загребу, ПК КПЈ за Војводину је формирао Војни комитет, који је имао задатак да организује оружану борбу, а на његово чело је постављен Радивој. Пошто је Биро Покрајинског комитета био премештен у Банат, Радивој је остао у Бачкој и био задужен за целокупан рад партијских и скојевских организација.
Ипоред великог терора мађарских фашиста у Бачкој, оружане групе и десетине су вршиле бројне акције — палиле жито и складишта индустријске кудеље. У Бачкој је било створено и неколико партизанских јединица, али се оне нису дуже одржале, због неповољног географског положаја за развијање партизанског рата. Септембра 1941. године у Бачку су прешли Жарко Зрењанин, Тоза Марковић и Ђорђе Зличић, који су, заједно са Радивојем, радили на стварању услова за пребацивање главнине партизанских снага Војводине из Баната у Бачку, и даље у Срем. Радивој је непосредно радио на формирању војних десетина и ударних група, а посебно организација СКОЈ-а у подручју Дунава и подножја Фрушке горе, које су потом биле разбијене снажном окупаторском рацијом.
На састанак чланова Секретеријата Покрајинског комитета КПЈ за Војводину, заказаног за 5. октобар 1941. године на Старој житној пијаци у Новом Саду, Радивој је пошао заједно са Горданом Ивачковић. Пошто су први стигли на трг, чекајући Тозу Марковића и Жарка Зрењанина, упали су у полицијску заседу. Агенти су позвали Радивоја да се преда, што је он одбио и пуцајући на агенте покушао да побегне. Пошто је заседа била добро постављена Радивој је убијен при покушају бега.
За народног хероја поглашен је 25. октобра 1943. међу првим учесницима Народноослободилачке борбе, заједно са другим организаторима борбе у Војводини — Соњом Маринковић, Јанком Чмеликом, Бошком Палковљевићем Пинкијем и Станком Пауновићем Вељком.